# Bronisław Zaleski

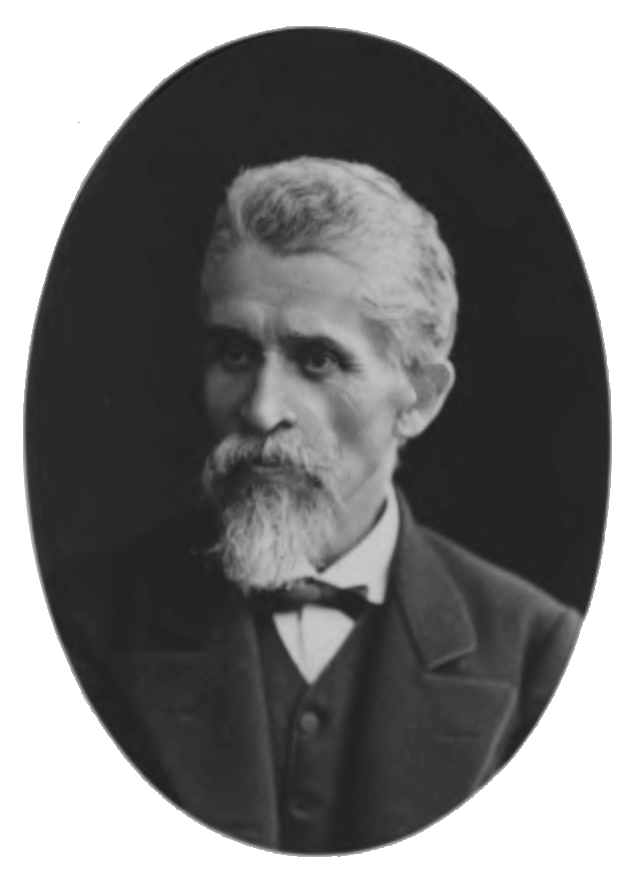
Bronisław Zaleski, etwa 1875

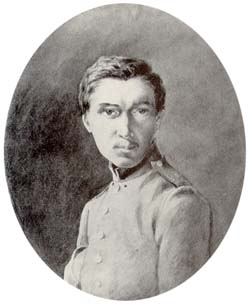
Selbstporträt Bronisław Zaleski 1850

Bronisław Zaleski (belarussisch Браніслаў Францавіч Залескі Branislau Franzawitsch Saleski, russisch Бронислав Францевич Залесский Bronislaw Franzewitsch Salesski; * 1819 oder 1820 in Raczkiewicze, Gouvernement Minsk, Russisches Kaiserreich; † 2. Januar 1880 in Menton an der Côte d’Azur, Frankreich) war ein polnischer und weißrussischer Sozialaktivist, Journalist, Herausgeber, Historiker und Künstler.

## Leben
Bronisław Zaleski kam als Sohn einer Adelsfamilie in Raczkiewicze, dem heutigen Tschyrwonaja Slabada (Чырвоная Слабада) bei Salihorsk in der heute belarussischen Woblasz Minsk zur Welt.
Von 1837 bis 1838 war er an der Kaiserlichen Universität Dorpat immatrikuliert. 1837 wurde er wegen seiner Mitgliedschaft in einer geheimen Studentenorganisationen an der Universität Dorpat ins Gouvernement Tschernigow verbannt. Nachdem sein Exil 1845 geendet hatte, ließ er sich in Wilna nieder und stellte Verbindungen zu den Mitgliedern der polnischen Befreiungsbewegung her. 1846 wurde er abermals verhaften und nach Ende seines Prozesses verurteilt, als gemeiner Soldat nach Orenburg zu gehen, wo er ab 1848 diente. Dort lernte er Zygmunt Sierakowski kennen und schloss mit dem ebenfalls dorthin verbannten Taras Schewtschenko im November 1849, nach dessen Rückkehr von der Aral-Expedition, eine enge Freundschaft und korrespondierte seitdem über Jahre hinweg mit ihm. Während der Karatau-Expedition 1851 wurde er für einen hervorragend-fleißigen Dienst zum Unteroffizier befördert. Am 12. Juni 1856 wurde er als Fähnrich aus dem Dienst entlassen und kehrte zu seiner Familie ins belarussische Raczkiewicze zurück.
Nachdem er einige Zeit zur Vorbereitung der Landbesitzreform öffentlich tätig gewesen war, erhielt er 1860 einen Auslandsurlaub, aus dem er nicht mehr  zurückkehrte. In Paris schloss er sich 1862 revolutionären Organisationen an, um einen neuen Aufstand vorzubereiten. Außerdem war er über viele Jahre in der polnischen Emigrantenpresse aktiv und erlangte sowohl als Historiker als auch als Künstler Popularität. Ab 1866 war er Sekretär der Historisch-Literarischen Gesellschaft in Paris und von 1868 an war er Direktor der Polnischen Bibliothek in Paris. Im Jahr 1865 veröffentlichte er das Album Das Leben der Kirgisischen Steppe, das Radierungen von ihm und mehrere Zeichnungen von Taras Schewtschenko enthielt und 1866 verfasste er die Memoiren polnischer Exilanten in Orenburg. 1873 wurde Zaleski korrespondierendes Mitglied der Polska Akademia Umiejętności in Krakau.
Er starb 1880 im französischen Menton an Tuberkulose.